# 科德罗伊波
科德罗伊波（義大利語：Codroipo），是意大利乌迪内省的一个市镇。总面积73平方公里，人口15704人，人口密度215.1人/平方公里（2009年）。ISTAT代码为030027。